# Warspite (Alberta)
Warspite est un hameau situé dans la province d'Alberta, dans le Comté de Smoky Lake.